# Рафин (Северна Каролина)
Рафин (енгл. Ruffin) насељено је место без административног статуса у америчкој савезној држави Северна Каролина.

## Демографија
По попису из 2010. године број становника је 368.
| Група             | 2000.    | 2010.       |
| Белци             | 0 (0,0%) | 305 (82,9%) |
| Афроамериканци    | 0 (0,0%) | 51 (13,9%)  |
| Азијати           | 0 (0,0%) | 1 (0,3%)    |
| Хиспаноамериканци | 0 (0,0%) | 6 (1,6%)    |
| Укупно            | 0        | 368         |